# Breuilaufa
Breuilaufa település Franciaországban, Haute-Vienne megyében. Lakosainak száma 114 fő (2022. január 1.). Breuilaufa Berneuil, Chamboret és Vaulry községekkel határos.

## Népesség
A település népességének változása:
| Lakosok száma | 144  | 137  | 138  | 129  | 125  | 120  | 117  | 116  | 114  |
|               | 2013 | 2015 | 2016 | 2017 | 2018 | 2019 | 2020 | 2021 | 2022 |